# Pariser-Parr-Pople-Näherung
Die Pariser-Parr-Pople-Näherung (PPP-Näherung) stellt eine Vereinfachung der Molekülorbitaltheorie basierend auf dem Mehrteilchen-Hamiltonoperator dar und wurde 1953 von J. A. Pople vorgeschlagen. Da die darin verwendete, als Vernachlässigung der differentiellen Überlappung bezeichnete, Näherung zuerst von R. Pariser und R. G. Parr vorgeschlagen wurde, wird die Bezeichnung PPP-Näherung verwendet. Die Methode sollte einfach genug sein, um direkt mit der Hückel-Näherung vergleichen zu können, aber einige derer Mängel beseitigen. Beispielsweise wird die Zweielektronenwechselwirkung explizit (in parametrisierter Form) berücksichtigt.
Der Begriff Vernachlässigung der differentiellen Überlappung (neglect of differential overlap) bezeichnet die Vernachlässigung aller Zweielektronenintegrale mit Ausnahme der Coulomb-Integrale.

## Beschreibung
Im Rahmen der PPP-Näherung wird das durch die Schrödingergleichung gegebene Eigenwertproblem {\displaystyle \mathbb {H} _{m}\Psi =E\Psi } in einer Atomorbitalbasis in Matrixschreibweise ausgedrückt {\displaystyle H{\vec {x}}=E{\vec {x}}}.
Die eigentliche PPP-Näherung steckt in der als Pople-Matrix {\displaystyle P} bezeichneten Näherung für die Hamiltonmatrix {\displaystyle H}:
{\displaystyle P_{\mu _{i},\mu _{i}}=\alpha _{\mu _{i}}+{\frac {1}{2}}c_{\mu _{i}}^{2}(\mu _{i}\mu _{i}|\mu _{i}\mu _{i})+\sum _{\nu _{j}\neq \mu _{i}}c_{\nu _{j}}^{2}(\mu _{i}\mu _{i}|\nu _{j}\nu _{j})-\sum _{\nu _{j}\neq \mu _{i}}Z_{j}(\nu _{j}|\mu _{i}\mu _{i})}
{\displaystyle P_{\mu _{i},\nu _{j}}=\beta _{\mu _{i},\nu _{j}}-{\frac {1}{2}}c_{\mu _{i}}c_{\nu _{j}}^{*}(\mu _{i}\mu _{i}|\nu _{j}\nu _{j})} für {\displaystyle \mu _{i}\neq \nu _{j}}
Dabei ist der Zusammenhang zwischen Molekül- und Atomorbitalbasis gegeben durch
{\displaystyle \phi _{i}=\sum _{\mu _{i}}c_{\mu _{i}}\mu _{i}}, mit den Atomorbitalen {\displaystyle \mu _{i}}, den Orbitalkoeffizienten {\displaystyle c_{\mu _{i}}}und den orthogonalen Molekülorbitalen {\displaystyle \phi _{i}}.
Die Einelektronenintegrale {\displaystyle \alpha } und {\displaystyle \beta } sind analog der Hückel-Näherung formuliert. D.h., die Hückel-Matrix ist gegeben durch
{\displaystyle H'_{\mu _{i},\mu _{i}}=\alpha _{\mu _{i}}}
{\displaystyle H'_{\mu _{i},\nu _{j}}=\beta _{\mu _{i},\nu _{j}}} für {\displaystyle i\neq j}

## Unterschiede zur Hückel-Näherung
In der PPP-Matrix treten zusätzlich zur Hückel-Matrix weitere Beiträge auf:
(a) die Abstoßung durch Elektronen anderer Atome,
{\displaystyle \sum _{\nu _{j}\neq \mu _{i}}c_{\nu _{j}}^{2}(\mu _{i}\mu _{i}|\nu _{j}\nu _{j})}
(b) die Anziehung der Elektronen durch die anderen Kerne,
{\displaystyle -\sum _{\nu _{j}\neq \mu _{i}}Z_{j}(\nu _{j}|\mu _{i}\mu _{i})}
(c) die Abstoßung durch Elektronen am gleichen Atom,
{\displaystyle {\frac {1}{2}}c_{\mu _{i}}^{2}(\mu _{i}\mu _{i}|\mu _{i}\mu _{i})} und
(d) Terme die eine Anziehung von Elektronen verschiedener Atome darstellen und die ein Artefakt der MO-Näherung darstellen
{\displaystyle -{\frac {1}{2}}c_{\mu _{i}}c_{\nu _{j}}^{*}(\mu _{i}\mu _{i}|\nu _{j}\nu _{j})}.
Die Beiträge (a), (b) und (c) treten in den Diagonalelementen der PPP-Matrix auf, die Terme (d) auf den Nichtdiagonalelementen.

## Pariser-Parr-Pople-Methode
Die Pariser-Parr-Pople-Methode (PPP-Methode) ist eine semi-empirische quantenchemische Rechenmethode auf Basis der PPP-Näherung. Die PPP-Methode fasst einige in der PPP-Näherung auftretende Integrale als anpassbare Parameter auf, die unter anderem anhand experimenteller UV-Spektren von π-Elektronensystemen bestimmt wurden.